# 24-Stunden-Lauf Rodgau
Der 24-Stunden-Lauf ist eine seit 1972 in Rodgau durchgeführte Leichtathletikveranstaltung mit dem Ziel, einen möglichst hohen Spendenbetrag zugunsten behinderter Mitmenschen oder anderer gemeinnütziger Aufgaben einzuspielen.

## Geschichte
Sportbegeisterte Jugendliche der Pfarrei St. Ludwig in Darmstadt und ihr Pfarrer Wendelin Meissner hatten, beeindruckt von den Olympischen Spielen 1972 in München, die Idee, durch eine außergewöhnliche sportliche Leistung Mitmenschen zu animieren, für soziale Projekte der Pfarrgemeinde zu spenden. Die Pfarrei schrieb den ersten 24-Stunden-Lauf aus. Angemeldete Mannschaften, damals drei an der Zahl, schickten ihre Läufer abwechselnd 24 Stunden lang auf einen 400 Meter langen Rundkurs in einer Grünanlage im Zentrum Darmstadts, auf der heute ein Einkaufszentrum (Luisencenter) steht. Für jede zurückgelegte Runde eines Läufers oder für die Zwischen- oder Gesamtleistung einer Mannschaft spendeten Zuschauer, Sponsoren und Pfarrmitglieder einen Obolus für den gemeinnützigen Zweck.
Das Motto der Veranstalter, Wir wollen Ihr Bestes – Ihr Geld. Aber wir wollen es nicht geschenkt. Honorieren Sie unsere Leistung durch eine Spende, damit wir damit Gutes tun können, verhalf dem ersten 24-Stunden-Lauf zum Erfolg. Trotzdem blieb diese Aktion vorerst ein einmaliges Ereignis.
Pfarrer Meissner bekam 1973 eine Pfarrstelle im Rodgauer Stadtteil Jügesheim. Als sich 1980 aus der Initiative von Jugendlichen und jungen Erwachsenen, gemeinsame Freizeiten für behinderte und nicht behinderte Kinder und Jugendliche zu organisieren, der Verein „Gemeinsam mit Behinderten Rodgau e. V.“ gründete, wurde von der damaligen Vereinsvorsitzenden, Regina Kriebel, die Idee des 24-Stunden-Laufs wieder aufgegriffen und in die Tat umgesetzt.
Am 29. August 1981 begann mit dem Startschuss zum ersten Rodgauer 24-Stunden-Lauf, an dem 16 Mannschaften teilnahmen, die fast unglaubliche Erfolgsgeschichte der jährlich wiederkehrenden Aktion.

## Ablauf

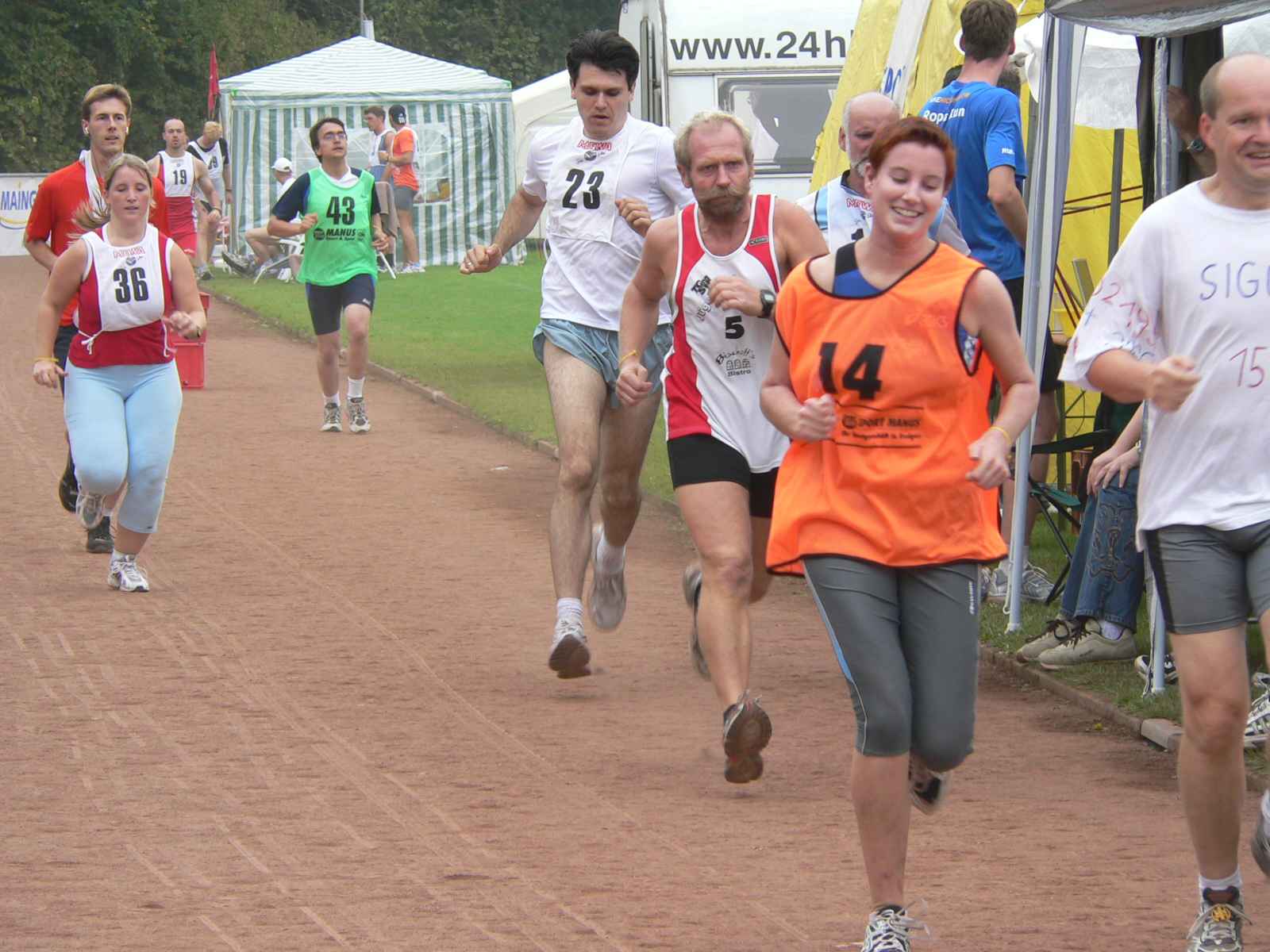
24-Stunden-Lauf in Rodgau 2005

### Regeln
Der Rodgauer 24-Stunden-Lauf beginnt am ersten oder zweiten Samstag im September um 12.00 Uhr und endet genau nach 24 Stunden am folgenden Sonntag. Anmelden können sich beliebig viele Mannschaften mit mindestens fünf und höchstens zehn Aktiven. Es darf sich immer nur ein Läufer jeder Mannschaft auf der 400 Meter langen Laufbahn befinden. Die Mannschaften entscheiden selbst, wie viele Runden ihr Läufer dreht, bevor er von einem anderen Mannschaftsmitglied abgelöst wird. Gezählt werden nach einem einfachen Verfahren (Chip im Staffelstab, früher Chipeinwurf) die Runden, die von einer Mannschaft insgesamt innerhalb der vorgegebenen 24 Stunden zurückgelegt werden. Es können auch Rollstuhlfahrer an den Läufen teilnehmen. Einzelläufer ohne Mannschaftszugehörigkeit sind ebenfalls zugelassen.

### Spenden
Die Anzahl der bereits gelaufenen Runden ist stets Indikator für die Spendenbereitschaft des Publikums und der Sponsoren. Beliebt ist es, ein Team zu favorisieren und 10  €-Cent pro gelaufener Runde auszusetzen. Andere (meist Sponsoren) loben einen festen, höheren Betrag aus, wenn zu einer bestimmten Uhrzeit eine von ihnen benannte Rundenzahl oder Spendensumme erreicht oder überschritten wird. Stets werden die Spender namentlich per Lautsprecherdurchsage bekanntgegeben, es sei denn, sie wollen anonym bleiben.

### Ziel
Durch die Wechselwirkung von sportlichem Ehrgeiz der Läufer und Mannschaften einerseits und der Begeisterung des Publikums andererseits wird das Ziel, eine möglichst hohe Spendensumme zu erlangen, erreicht. Zuschauer wie Aktiver trägt seinen Teil zum Erfolg bei und damit zur Verwirklichung von Zielen des Vereins, wie den Bau der 2004 eingeweihten Behinderten-Wohnanlage im Zentrum von Jügesheim.

## Spendenaufkommen
Beispielhaft für den Erfolg des 24-Stunden-Laufs sind folgend die Anzahl der teilnehmenden Mannschaften und der erzielte Spendenerlös seit 2002 in Rodgau aufgeführt:
- 2002: 40 Mannschaften, erzielter Erlös   101.888,19 €
- 2003: 43 Mannschaften, erzielter Erlös    82.709,22 €
- 2004: 39 Mannschaften, erzielter Erlös    83.125,33 €
- 2005: 41 Mannschaften, erzielter Erlös    77.170,97 €
- 2006: 40 Mannschaften, erzielter Erlös    81.000,00 €
- 2007: 42 Mannschaften, erzielter Erlös   101.500,00 €
- 2008: 38 Mannschaften, erzielter Erlös   102.588,00 €
- 2009: 37 Mannschaften, erzielter Erlös   106.113,21 €
- 2010: 31 Mannschaften, erzielter Erlös   101.700,00 €
- 2011: 46 Mannschaften, erzielter Erlös   130.500,00 €
- 2012: 44 Mannschaften, erzielter Erlös   180.229,00 €
- 2013: 31 Mannschaften, erzielter Erlös   115.000,00 €
- 2014: 41 Mannschaften, erzielter Erlös   141.847,27 €
- 2015: 38 Mannschaften, erzielter Erlös   128.662,00 €

## Verbreitung der Idee
Zwischenzeitlich haben andere die Idee des Rodgauer 24-Stunden-Laufs aufgegriffen und mit Erfolg umgesetzt. Der Verein „Gemeinsam mit Behinderten Rodgau e. V.“ hat dabei in mehreren Fällen, so in Hochheim am Main, bei der Planung und Durchführung geholfen.
Weitere 24-Stunden-Läufe gibt es seit einigen Jahren in Deutschland zum Beispiel in Alzey, Bad Driburg, Bernau bei Berlin, Delmenhorst, Geisenfeld, Karlsruhe, Kyritz, Minden, Mühltal-Traisa, Norderstedt, Reichenbach im Vogtland, Remscheid-Lüttringhausen, Schwetzingen, Stadtoldendorf, Uhingen und auf dem Brocken und in der Schweiz in Basel, in Österreich in Wörschach und am Klopeiner See, in den Niederlanden in Apeldoorn, in Griechenland in Loutraki und in Frankreich in Mülhausen.
Seit 1988 werden an wechselnden Orten in Norddeutschland die Deutschen Meisterschaften im 24-Stunden-Lauf durchgeführt. Sie dienen allerdings nicht vorrangig gemeinnützigen Zwecken, die sportliche Leistung steht im Vordergrund. Diese Meisterschaften sind dem Bereich Ultra-Marathon zugeordnet.